# أتوكولونونا

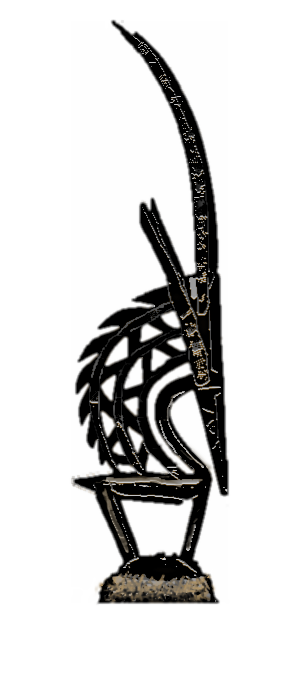
قناع تشي وارا / شيوارا / تشي وارا لشعب بامبارا في مالي. هذا رسم للذكر (عادةً ما يقترن بإناث) ، ويتم ارتداؤه في حفل للزراعة والخصوبة. أصبح رمزا للفن الأفريقي ، وهذا النمط من الذكور كان له تأثير على الفنانين الأوروبيين الحداثيين.

أتوکولونونا (بالإنجليزية: Ataokoinona)‏ في الليجندة المدغشقرية هو ابن ندريانا هاري، الذي أرسله والده إلى الأرض ليتفقد الأحوال اللازمة لخلق البشرية، فلاحظ أن سطح الأرض حار جدا، فشق طريقه أعمق وأعمق في الأرض، ولم يظهر ثانية. أرسل أبوه الرجال من السماء بحثا عنه، وتابعوا البحث وهؤلاء هم الذين صاروا العرق البشري.